# Mainfränkische Platten
Die Mainfränkischen Platten (im Volksmund mitunter nur als Fränkische Platte oder auch als [Main-]fränkische Gäufläche oder Gäuplatte bezeichnet) sind eine weitgehend unbewaldete Landschaft im Norden des Südwestdeutschen Schichtstufenlandes. Sie repräsentieren dort zusammen mit den sich südwestlich anschließenden Neckar- und Taubergäuplatten die Schichtstufe des Muschelkalks und bilden gemeinsam eine Großregion 3. Ordnung.
Die Mainfränkischen Platten bilden die größte naturräumliche Haupteinheitengruppe im nordbayerischen Regierungsbezirk Unterfranken.

## Lage
Die Mainfränkischen Platten (13) bilden innerhalb der Großlandschaft des Südwestdeutschen Schichtstufenlandes deren nördlichste naturräumliche Haupteinheitengruppe. Im Westen grenzt die Haupteinheitengruppe Odenwald, Spessart und Südrhön (14), im Osten das Fränkische Keuper-Lias-Land (11). Nach Südwesten folgt der Grenzverlauf zu den Neckar- und Tauber-Gäuplatten (12) in etwa der Ländergrenze Bayern – Baden-Württemberg, weicht jedoch leicht von der politischen Grenze ab, sodass sehr kleine Teile im Südwesten auch im letztgenannten Bundesland liegen.
Deutlicher ist der Landschaftswechsel im Norden, zur Mittelgebirgsschwelle. Hier grenzt im Dreiländerbereich Thüringen-Bayern-Hessen das Osthessische Bergland (35, westlicher Norden) mit der Rhön und weiter östlich das Thüringisch-Fränkische Mittelgebirge (39, östlicher Norden) mit dem Thüringer Wald an, deren Höhenlagen jedoch größtenteils durch Buntsandsteinabdachungen von den Mainfränkischen Platten getrennt sind.

## Landschaftscharakteristik
Der Landschaftsstreifen aus Gesteinen des Muschelkalks und Lettenkeupers mit gebietsweise verbreiteter Lössauflage ist vom Relief her überwiegend flachwellig bis hügelig, mit wenigen stärker eingeschnittenen Tälern. Insbesondere in den flachwelligen Gebieten mit Lössauflage beherrscht ackerbauliche Nutzung den Landschaftseindruck. Daher werden die Mainfränkischen Platten vereinfachend und unkorrekt teilweise als Gäufläche bezeichnet. Insgesamt unterscheiden sich die Mainfränkischen Platten stark von den reliefreichen und bewaldeten Höhenzügen aus Gesteinen des Buntsandsteins im Westen (Spessart, Rhön) und Norden (Salzunger Werrabergland, Südliches Vorland des Thüringer Waldes) sowie des Sandsteinkeuper im Osten (Haßberge, Steigerwald).
Leicht montanen Charakter nehmen lediglich die Werra-Gäuplatten im Norden an, die fast die Höhen des sich anschließenden Buntsandsteinrücken des Südlichen Vorlandes des Thüringer Waldes erreichen.
Die mit Abstand höchsten Erhebungen sind vulkanische Singularitäten im Norden wie der Dolmar (740 m) an der Nahtstelle zum Thüringer-Wald-Vorland sowie die beiden Gleichberge (679 und 641 m) an der Nahtstelle des Grabfelds zu den Werra-Gäuplatten.

## Geologie und Tektonik
Das geologische Fundament der Mainfränkischen Platten bilden leicht (durchschnittlich knapp 2°) nach SO einfallende Sedimentgesteine aus der Zeit des Muschelkalks. Es handelt sich überwiegend um harte Kalksteine und Dolomite. Der Mittlere Muschelkalk führt dagegen bedeutende Anteile an Evaporiten. Im Westen der Mainfränkischen Platte werden in Tälern auch die tiefer liegenden Ton- und Sandsteine des Buntsandsteins angeschnitten, die Osthälfte trägt weitflächig eine Auflage von Lettenkeuper (Unterer Keuper), eine Folge tonig-mergeliger Gesteine mit vielen Kalk- und Sandsteinbänken. Am Ostrand tritt stellenweise toniger Gipskeuper (Grabfeld-Formation, Mittlerer Keuper) zutage.

Durch tektonische Verbiegungen und Brüche wird dieses Grundprinzip regional modifiziert. Die Hauptstörungsrichtung ist NW-SO. In gleicher Streichrichtung verlaufen Sattel-Mulden-Strukturen in der Nordhälfte der Mainfränkischen Platte. Von Bedeutung ist die Kissingen-Hassfurter Störungszone zwischen Schweinfurter Mulde und Grabfeld-Mulde. Dagegen streichen in der Südhälfte der Platten (um Würzburg) die Sattel-Mulden-Strukturen SW-NO, beispielsweise der Thüngersheimer Sattel.

Über den triassischen Gesteinen liegt weitflächig kaltzeitlicher Löss, oder – bei geringeren Distanzen zum Auswehungsgebiet – Flugsand. In lössfreien Gebieten befinden sich verbreitet Solifluktionslagen an der Oberfläche.

## Klima und Landschaft
Im Bezug auf die umgebenden Naturräume sind die Mainfränkischen Platten, im Lee von Spessart und Rhön, mit 550 bis 600 mm Niederschlag pro Jahr relativ trocken, bei Jahresdurchschnittstemperaturen zwischen 8,5 und 9,5 °C. Die Problematik der Trockenheit wird regional durch karstanfällige Kalksteine des Muschelkalks verstärkt, da das Gestein geringe Speicherkapazitäten aufweist.

In den verkarstungsfähigen Gesteinen des Muschelkalks gibt es grundsätzlich wenige oberirdische Fließgewässer. Die gleichzeitige Erosionsbeständigkeit des Kalksteins resultiert in steil eingeschnittenen Flusstälern, wenn Muschelkalk angeschnitten wird (oft wird das Maintal als eigene naturräumliche Einheit angesehen). In reliefreicheren Muschelkalkgebieten existiert häufig Waldbedeckung als dominierendes Landschaftsmerkmal. Die Böden sind hier meist Rendzinen.

Die Auflage aus weichem Lettenkeuper auf den weiten Flächen sorgt für ein ausgeglicheneres Relief in der Osthälfte der Mainfränkischen Platten. Die weithin verbreitete Lössauflage verstärkt diese Wirkung. Die verbreitete Bodengesellschaft sind Parabraunerden aus Löss. Die gut zu bearbeitenden und fruchtbaren, jedoch erosionsempfindlichen Böden stehen seit Jahrhunderten unter intensiver ackerbaulicher Nutzung. Das weiträumige offene Landschaftsbild der Mainfränkischen Platten erfährt hierdurch seine charakteristische Prägung.

## Naturräumliche Gliederung
Die Mainfränkischen Platten werden naturräumlich wie folgt in Haupteinheiten (dreistellig) und Untereinheiten (Nachkommastellen) aufgeteilt:
- 13 Mainfränkische Platten
  - 130 Ochsenfurter Gau und Gollachgau
    - 130.0 (ohne Namen)
      - 130.00 Reichenberger Grund
      - 130.01 Ifftalbereich

    - 130.1 (ohne Namen)[10]
      - 130.10 Ochsenfurt-Uffenheimer Gaufläche
      - 130.11 Kleinrinderfelder Hochfläche

  - 131 Windsheimer Bucht
    - 131.1 Ergersheimer Ebene (Westteil)
    - 131.2 Windsheimer Bucht im engeren Sinne[11]

  - 132 Marktheidenfelder Platte (Remlingen-Urspringer Hochfläche)
    - 132.0 Naturräumliche Einheit 132.0 (ohne Namen)
      - 132.00 Karlstadt-Birkenfelder Kalklößplatten
      - 132.01 Eisinger Höhe
      - 132.02 Roden-Waldzeller Rötflächen
      - 132.03 Urphar-Dertinger Hügelland

  - 133 Mittleres Maintal
    - 133.0 (ohne Namen)
      - 133.00 Karlstädter Maintal
      - 133.01 Zellingen-Thüngersheimer Talweitung
      - 133.02 Maintal bei Veitshöchheim
      - 133.03 Würzburger Talkessel
      - 133.04 Würzburg-Ochsenfurter Maintal
      - 133.05 Kitzinger Maintal
      - 133.06 Schwarzacher Talweitung
      - 133.07 Volkacher Mainschleife
      - 133.08 Obereisenheim-Wipfelder Maintal

  - 134 Gäuplatten im Maindreieck
    - 134.0 Wernecker Gäuflächen (Werneinzugsgebiet)[12]
    - 134.1 Innere Gäuhochflächen im Maindreieck
      - 134.10 Gäufläche im nördlichen Maindreieck
      - 134.11 Hochflächen im südlichen Maindreieck

    - 134.2 Lindelbacher Flugsandgebiet

  - 135 Wern-Lauer-Platten (Muschelkalkplatten im nordwestlichen Maindreieck)
    - 135.0 Würzburger nördliche Mainseitentäler
    - 135.1 Gramschatzer Wald
    - 135.2 Werngrund
    - 135.3 Heßlarer Hochfläche
    - 135.4 Stettener Riedel
    - 135.5 Eschenbacher Hochflächen
    - 135.6 Sulzthaler Höhen
    - 135.7 Münnerstädter Hochfläche

  - 136 Schweinfurter Becken
  - 137 Steigerwaldvorland
    - 137.0 Kitzinger Mainebene
      - 137.00 Mainbernheimer Ebene
      - 137.01 Albertshofener Flugsandgebiet
      - 137.02 Dimbacher Flugsandgebiet

    - 137.1 Iphofen-Gerolzhofener Steigerwaldvorland
      - 137.10 Hellmitzheimer Bucht
      - 137.11 Schwanbergvorland
      - 137.12 Steigerwaldvorland von Neuses
      - 137.13 Gaibacher Lößhochfläche
      - 137.14 Herlheimer Mulde
      - 137.15 Donnersdorfer Steigerwaldvorland

    - 137.2 Haßfurter Maintal
      - 137.20 Augsfelder Maintal
      - 137.21 Oberthereser Maintal

  - 1381 Grabfeld
    - 1381.0 Westliches Grabfeld
    - 1381.1 Südliches Grabfeld
      - 1381.10 Hofheim-Haßfurter Gau (Nassachgrund)
      - 1381.11 Prappacher Vorstufe
      - 1381.12 Stadtlauringer Gau

    - 1381.2 Königshofener-Römhilder Grabfeld
      - 1381.20 Königshofener Grabfeld
      - 1381.21 Römhilder Grabfeld
      - 1381.22 Gleichberge (Singularität 4. Ordnung)
      - 1381.23 Rodach-Coburger Niederung (Rodacher Grabfeld)

    - 1381.3 ?
      - 1381.30 Wiesenfeld-Coburger Niederung
      - 1381.31 Rodachgrund

  - 1382 Werra-Gäuplatten (Meininger Kalkplatten)
    - 1382.0 Westliche Werra-Gäuplatten
      - 1382.00 Mellrichstädter Gäu
      - 1382.01 Bibraer Sattel
      - 1382.02 St. Bernharder Plateau

    - 1382.1 Östliche Werra-Gäuplatten
      - 1382.10 Hildburghäuser Muschelkalkberge
      - 1382.11 Lange Berge

  - 139 Hesselbacher Waldland
    - 139.0 Südliches Hesselbacher Waldland
    - 139.1 Nördliches Hesselbacher Waldland

Die Einheiten 1381 Grabfeld und 1382 Werra-Gäuplatten werden unter der Übereinheit 138 Grabfeldgau zusammengefasst, stellen jedoch je eigenständige Haupteinheiten dar. Dass diese nicht je eigene dreistellige Ziffern erhalten haben, ist dem Zehnersystem geschuldet.

### Kurzbeschreibung der Haupteinheiten
Das Bundesamt für Naturschutz hat deutschlandweit Landschaftssteckbriefe herausgegeben, die sich weitgehend nach der naturräumlichen Gliederung richten und meistens eine Haupteinheit beschreiben. Wesentlichster Unterschied ist der, dass Verdichtungsräume immer gesondert ausgewiesen werden.
Nachfolgend eine Tabelle aller Landschaften der Mainfränkischen Platten, über die ein BfN-Landschaftssteckbrief existiert:
| Einheit | Name                                      | Lage [zum Main] | Fläche [km²] | Landschaftscharakteristik                              | Relief                                    | Geologie                                                                        | Bemerkungen |
| ------- | ----------------------------------------- | --------------- | ------------ | ------------------------------------------------------ | ----------------------------------------- | ------------------------------------------------------------------------------- | --- |
| 130     | Ochsenfurter Gau und Gollachgau           | S [l]           | 561          | Ackergeprägte offene Kulturlandschaft                  | flachwellig                               | Unterkeuper, Löss (Quartär)                                                     | |
| 131     | Windsheimer Bucht                         | S(SO) [l]       | 193          | Ackergeprägte offene Kulturlandschaft                  | flachwellig                               | Unterkeuper, Gipskeuper (unterer Mittelkeuper)                                  | südlichste Einheit, in einer westlichen Einbuchtung zwischen Steigerwald und Frankenhöhe                                 |
| 132     | Marktheidenfelder Platte                  | SW [l]          | 574          | Gehölz- bzw. waldreiche ackergeprägte Kulturlandschaft | mäßig bis stark                           | Muschelkalk                                                                     | zwischen Maindreieck und Mainviereck                                                                                     |
| 133     | Mittleres Maintal (ohne Würzburg)         | (S) [M]         | 196          | Kulturlandschaft mit Weinbau                           | Sohlenkerbtal                             | Muschelkalk, Schotter (Quartär)                                                 | Maindreieck |
| 133.V   | Würzburg                                  | Z-SW [M]        | 62           | Naturferner städtischer Verdichtungsraum               | schwach                                   | Muschelkalk, Unterkeuper, Schotter (Quartär)                                    | einige Rand-Stadtbereiche auf Hochflächen angrenzender Einheiten                                                         |
| 134     | Gäuplatten im Maindreieck                 | Z(-S) [r]       | 389          | Ackergeprägte offene Kulturlandschaft                  | flachwellig                               | Unterkeuper, Schotter (Quartär)                                                 | Südosthälfte des Maindreiecks                                                                                            |
| 135     | Wern-Lauer-Platten (ohne Nordwesten)      | W(-Z) [r]       |              | Gehölz- bzw. waldreiche ackergeprägte Kulturlandschaft | mäßig bis stark                           | Muschelkalk                                                                     | Westen des Maindreiecks                                                                                                  |
| 135.5-6 | Hammelburg-Münnerstädter Wellenkalkgebiet | W [r]           | 244          | Heide-bzw. magerrasenreiche Waldlandschaft             | relativ stark                             | Unterer Muschelkalk                                                             | Zone nördlich Linie Karlstadt-Münnerstadt bis Saaletal, schließt auch kleine Teile im äußersten Westen von 135.3 ein     |
| 136     | Schweinfurter Becken (ohne Schweinfurt)   | Z [M]           | 116          | Ackerbaugeprägte offene Kulturlandschaft               | flach                                     | Gipskeuper (Unterer Mittelkeuper), Schotter und Flugsand (Quartär)              | um den Verdichtungsraum Schweinfurt                                                                                      |
| 136.V   | Schweinfurt                               | Z [M]           | 40           | Naturferner städtischer Verdichtungsraum               | schwach                                   | Unterkeuper, Gipskeuper (Unterer Mittelkeuper), Schotter und Flugsand (Quartär) | nordöstliche Stadtteile im Hesselbacher Waldland                                                                         |
| 137     | Steigerwaldvorland (ohne Mainaue)         | (S)O            | 588          | Ackergeprägte offene Kulturlandschaft                  | weitgehend flach (außer an Störungszonen) | Unterkeuper, Gipskeuper (Unterer Mittelkeuper), Flugsand (Quartär)              | zwischen Maindreieck und Steigerwald                                                                                     |
| 137.2   | Mainaue zwischen Schweinfurt und Bamberg  | O [M-]          | 70           | Ackergeprägte offene Kulturlandschaft                  | flache Talsohle                           | Schotter und Auesedimente (Quartär)                                             | Nur der Westen liegt im Bereich der Mainfränkischen Platten!                                                             |
| 1381    | Grabfeld                                  | N [r]           | 901          | Ackergeprägte offene Kulturlandschaft                  | mäßig                                     | Muschelkalk, Unterkeuper, Gipskeuper (Unterer Mittelkeuper), Löss               | zwischen Rhön, Werra-Gäuplatten und Haßbergen                                                                            |
| 1382    | Werra-Gäuplatten                          | N [r]           | 672          | Gehölz- bzw. waldreiche ackergeprägte Kulturlandschaft | eher stark                                | Muschelkalk                                                                     | nördlichste Einheit, weitgehend in Thüringen gelegen – zwischen dem Vorland des Thüringer Waldes und der nördlichen Rhön |
| 139     | Hesselbacher Waldland                     | Z-N [r]         | 255          | Waldreiche Landschaft                                  | stark                                     | Muschelkalk                                                                     | zwischen Schweinfurt und Grabfeld – Kissingen-Haßfurter Sattel- und Störungszone                                         |